# Thrinchostoma productum
Thrinchostoma productum är en biart som först beskrevs av Smith 1853.  Thrinchostoma productum ingår i släktet Thrinchostoma och familjen vägbin. Inga underarter finns listade i Catalogue of Life.